# Filemon (komediopisarz)
Filemon (ur. 368–360 p.n.e., zm. 267–263 p.n.e.) – komediopisarz grecki, przedstawiciel nowej komedii.
Pochodził z Syrakuz lub z Soloj w Cylicji, skąd przybył do Aten. Miał dożyć około 100 lat, do końca pozostając aktywnym twórczo. Według Alkifrona miał otrzymać zaproszenie na dwór Ptolemeusza II. Trzykrotnie odniósł zwycięstwo w konkursie tragicznym na Lenajach. W agonach tragicznych kilkukrotnie miał pokonać Menandra.
Był autorem 97 komedii, z których znane są tytuły 60. Zachowało się ponad 200 fragmentów jego sztuk. Sztuki Filemona przerabiał później Plaut (komedie Mercator, Trinummus i prawdopodobnie Mostellaria).